# Äquipollenz
Äquipollenz (von lateinisch aequipollens = gleich viel geltend) kann mit Gleichgeltung oder Gleichmächtigkeit übersetzt werden. 
Der Ausdruck wird verwandt in der traditionellen Logik, in der Mengentheorie, in der Rechtswissenschaft und in der Sprachwissenschaft. Ein ebenfalls oft verwendetes Synonym ist "Koextensionalität".

## Äquipollenz in der traditionellen Logik
In der traditionellen Logik bezeichnet Äquipollenz die logische Gleichwertigkeit von Begriffen oder Urteilen. Daneben kennt man einen Schluss durch Äquipollenz. Ein spezifischer Begriff der Äquipollenz findet sich bei Leibniz.

### Äquipollente Begriffe
Als äquipollent bezeichnet man in der traditionellen Logik umfangsgleiche, oder moderner: extensionsgleiche Begriffe, d. h. Begriffe, die dieselbe Extension, aber unterschiedliche Intensionen besitzen.
Beispiel: Die Begriffe Morgenstern und Abendstern haben die gleiche Extension/das gleiche Referenzobjekt (Frege bezeichnet dies als die Bedeutung eines Begriffs), nämlich den Planet Venus, aber eine voneinander verschiedene Intension (Frege nennt dies den Sinn/die Art des Gegebenseins): der Morgenstern ist der Stern, der am Morgenhimmel als erster erstrahlt, wohingegen der Abendstern derjenige Stern ist, der am Abendhimmel als erster erstrahlt (vgl. auch Freges Aufsatz Über Sinn und Bedeutung).

### Äquipollente Aussagen (Urteile)
Zwei Aussagen gelten als äquipollent, wenn sie in unterschiedlicher Form denselben Sachverhalt widerspiegeln. 
Beispiel: Jeder Mensch ist sterblich und Kein Mensch ist nicht sterblich.
Beispiel: Meier tötet Müller und Müller wird von Meier getötet.

### Schluss durch Äquipollenz (Äquipollenzgesetz)
Ein unmittelbarer Schluss durch Äquipollenz (auch: Äquipollenzgesetz) ist dasselbe wie ein Schluss durch Opposition bzw. Obversion.

### Äquipollenz im Sinne von Leibniz
Leibniz versteht unter Äquipollenz die "wechselseitige Ersetzbarkeit von Begriffen und Urteilen unbeschadet des Wahrheitswerts".

## Äquipollenz im Sinne der Mengenlehre
In der Mengenlehre wird statt von der Äquivalenz von Mengen gelegentlich auch von deren Äquipollenz gesprochen.

## Äquipollenz in der Sprachwissenschaft
In der Sprachwissenschaft bedeutet Äquipollenz bisweilen die logische Gleichberechtigung zweier entgegengesetzter Begriffe, die nicht nur die gegenseitige Negation sind.
Beispiele: rauf und runter; Stadt und Land.